# Cataenococcus taylori
Cataenococcus taylori är en insektsart som beskrevs av Williams och Granara de Willink 1992. Cataenococcus taylori ingår i släktet Cataenococcus och familjen ullsköldlöss.
Artens utbredningsområde är Colombia. Inga underarter finns listade i Catalogue of Life.